# طوطیچه پیشانی‌نارنجی
با طوطی پیشانی‌نارنجی اشتباه نشود.
طوطیچه پیشانی‌نارنجی (انگلیسی: Eupsittula canicularis), که به نام‌های طوطیچه هلالی و طوطیچه پتز نیز شناخته می‌شود، گونه‌ای آسیب‌پذیر از طوطی نوگرمسیری از خانواده طوطیان راستین است که در آفریقا و قاره آمریکا یافت می‌شود. این گونه از غرب مکزیک تا کاستاریکا پراکنده است.

## آرایه‌شناسی و سامانه‌شناسی
طوطیچه پیشانی‌نارنجی برای اولین بار در سال ۱۷۵۸ توسط کارل لینه، طبیعی‌دان سوئدی، در ویرایش دهم سامانه طبیعت سامانه طبیعت توصیف شد. او این گونه را در سرده طوطی‌های خاکستری قرار داد و نام علمی Psittacus canicularis را برای آن انتخاب کرد. نماد این گونه شمال‌غربی کاستاریکا است. لینه توصیف خود را بر اساس توصیف و تصویری از «طوطیچه سر قرمز و آبی» که در سال ۱۷۵۱ توسط طبیعی‌دان انگلیسی جرج ادواردز در جلد چهارم کتاب A Natural History of Common Birds ارائه شده بود، استوار کرد. این گونه اکنون یکی از پنج گونه‌ای است که در سرده Eupsittula قرار دارد و این سرده در سال ۱۸۵۳ توسط طبیعی‌دان فرانسوی شارل لوسین بناپارت معرفی شد. نام سرده ترکیبی از واژه یونانی باستان eu به معنای «خوب» و لاتین نوین psittula به معنای «طوطی کوچک» است. نام علمی canicularis از لاتین به معنای «مربوط به ستاره روشن شباهنگ» گرفته شده است.
طوطیچه پیشانی‌نارنجی دارای سه زیرگونه شناخته‌شده است:
- E. c. clarae (مور، آر.تی.، ۱۹۳۷)
- E. c. eburnirostrum (رنه پریمور لسن، ۱۸۴۲)
- E. c. canicularis (کارل لینه، ۱۷۵۸)

## توضیحات
طوطیچه نارنجی‌پیشانی به طول ۲۳ تا ۲۵ سانتی‌متر (۹٫۱ تا ۹٫۸ اینچ) طول و ۶۸ تا ۸۰ گرم (۲٫۴ تا ۲٫۸ اونس) وزن دارد. نر و ماده شبیه به هم هستند. افراد بالغ زیرگونه E. c. canicularis پیشانی نارنجی مایل به هلو (قسمت جلویی)، تاج میانی آبی کدر و تاج پسین، گردن و پشت سبز کدر دارند. حلقه‌ای از پوست زرد بدون پر دور چشم آن‌ها را احاطه کرده است. گلو و سینه آن‌ها زیتونی قهوه‌ای کمرنگ و باقی بخش‌های زیر بدنشان سبز مایل به زرد است. بال‌هایشان سبز با پرهای پروازی مایل به آبی است. سطح بالای دم آن‌ها سبز و سطح پایین آن زرد مایل به سبز است. افراد نابالغ شبیه بالغ‌ها هستند، اما نارنجی کمتری در پیشانی دارند. زیرگونه E. c. clarae دارای نواری بسیار باریک از پیشانی نارنجی، گلوی سبزتر و سینه‌ای سبزتر نسبت به گونه نام‌گذاری شده و لکه‌ای سیاه روی فک پایین است. E. c. eburnirostrum نیز نواری باریک در پیشانی دارد و در زیر بدن نسبت به گونه اصلی سبزتر است؛ این گونه لکه‌ای قهوه‌ای روی فک پایین دارد.

## پراکندگی و زیستگاه
زیرگونه‌های طوطیچه نارنجی‌پیشانی به این صورت پراکنده هستند:
- E. c. clarae: غرب مکزیک از سینالوآ و دورانگو تا جنوب میچوآکان
- E. c. eburnirostrum: جنوب غربی مکزیک از میچوآکان تا اوآخاکا
- E. c. canicularis: سواحل اقیانوس آرام از چیاپاس در جنوب مکزیک تا گواتمالا، هندوراس، السالوادور و نیکاراگوئه و تا شمال غربی کاستاریکا؛ معرفی شده در پورتوریکو

طوطیچه نارنجی‌پیشانی در انواع مناظر، عمدتاً باز یا نیمه‌باز، زندگی می‌کند. این زیستگاه‌ها شامل لبه‌های جنگل، جنگل‌های برگ‌ریز، جنگل‌های باتلاقی اقیانوس آرام، ساوانا و بیابان‌ها و درختچه‌زارهای خشک است. همچنین در مراتع با درختان پراکنده و مزارع نخل و درختان میوه‌ای مانند انبه و موز یافت می‌شود. این پرنده عمدتاً در نواحی پست و دامنه‌ها زندگی می‌کند اما تا ارتفاع ۱۵۰۰ متر (۴۹۰۰ فوت). نیز دیده می‌شود.

## رفتار

### حرکت
طوطیچه نارنجی‌پیشانی در خارج از فصل تولیدمثل گروه‌های کوچ‌نشین تشکیل می‌دهد و در این زمان به ارتفاعات بالاتر محدوده‌اش می‌رود؛ این گروه‌ها می‌توانند شامل چند صد فرد باشند.

### تغذیه
طوطیچه نارنجی‌پیشانی از میوه‌ها (مانند انجیر)، گل‌ها (مانند Gliricidia) و دانه‌ها (مانند سیبا) تغذیه می‌کند. گروه‌های بزرگ کوچ‌نشین آن‌ها «می‌توانند خسارات جدی به ذرت‌های جوان و موزهای در حال رسیدن وارد کنند.»

### تولیدمثل
طوطیچه نارنجی‌پیشانی بین ژانویه و مه در مکزیک و السالوادور و دسامبر تا مارس در کاستاریکا لانه‌سازی می‌کند. معمولاً یک حفره در لانه موریانه‌های درختی Nasutitermes nigriceps ایجاد می‌کند اما گاهی از یک شکاف طبیعی یا حفره‌ای که توسط دارکوب کنده شده استفاده می‌کند. اندازه تخم‌ها سه تا پنج عدد است و تنها ماده آن‌ها را جوجه‌آوری می‌کند. دوره جوجه‌آوری حدود ۳۰ روز است و پرندگان حدود شش هفته پس از تولد به پرواز درمی‌آیند.

### آواها
آواهای طوطیچه نارنجی‌پیشانی شامل "صدای خشن و بلند keea'ah! و صدای پایین‌تر keh'keh'keh'keh'keh" است. همچنین "صدای ehhhhh مانند ناله" تولید می‌کند.

## نگهداری در اسارت
طوطیچه نارنجی‌پیشانی (که در نگهداری به‌عنوان همدم بیشتر به‌عنوان «کانور نیم‌ماه» شناخته می‌شود) گاهی به‌عنوان طوطی همدم نگهداری می‌شود. پرنده‌ای پرانرژی و هیجان‌زده است که از بالا رفتن و بازی لذت می‌برد و معمولاً نسبت به سایر گونه‌های کانور آرام‌تر و در صورت اجتماعی شدن مناسب خوش‌رفتار است. این پرنده به‌عنوان پرندگان سخنگو معروف نیست اما ممکن است چند کلمه یا صدا را تقلید کند. برای حفظ سلامت، نیاز به تحریک ذهنی منظم و زمانی خارج از قفس برای پرواز دارد.

## وضعیت
اتحادیه بین‌المللی حفاظت از طبیعت در ابتدا طوطیچه نارنجی‌پیشانی را در سال ۲۰۰۴ در وضعیت کمترین نگرانی ارزیابی کرد اما از سال ۲۰۲۰ آن را در وضعیت آسیب‌پذیر فهرست کرده است. محدوده زیستی نسبتاً محدودی دارد و جمعیت بالغ آن بین نیم میلیون تا پنج میلیون تخمین زده شده که کاهش آن مورد انتظار است. «این گونه با تهدید به دام انداختن غیرقانونی برای تجارت طوطی روبرو است. کاهش جمعیت در گذشته سریع بوده اما به نظر می‌رسد میزان به دام انداختن غیرقانونی اخیراً در برخی از مناطق کاهش یافته است.» این گونه به نظر می‌رسد که تحمل برخی تخریب‌های زیستگاه را دارد.

## نگارخانه

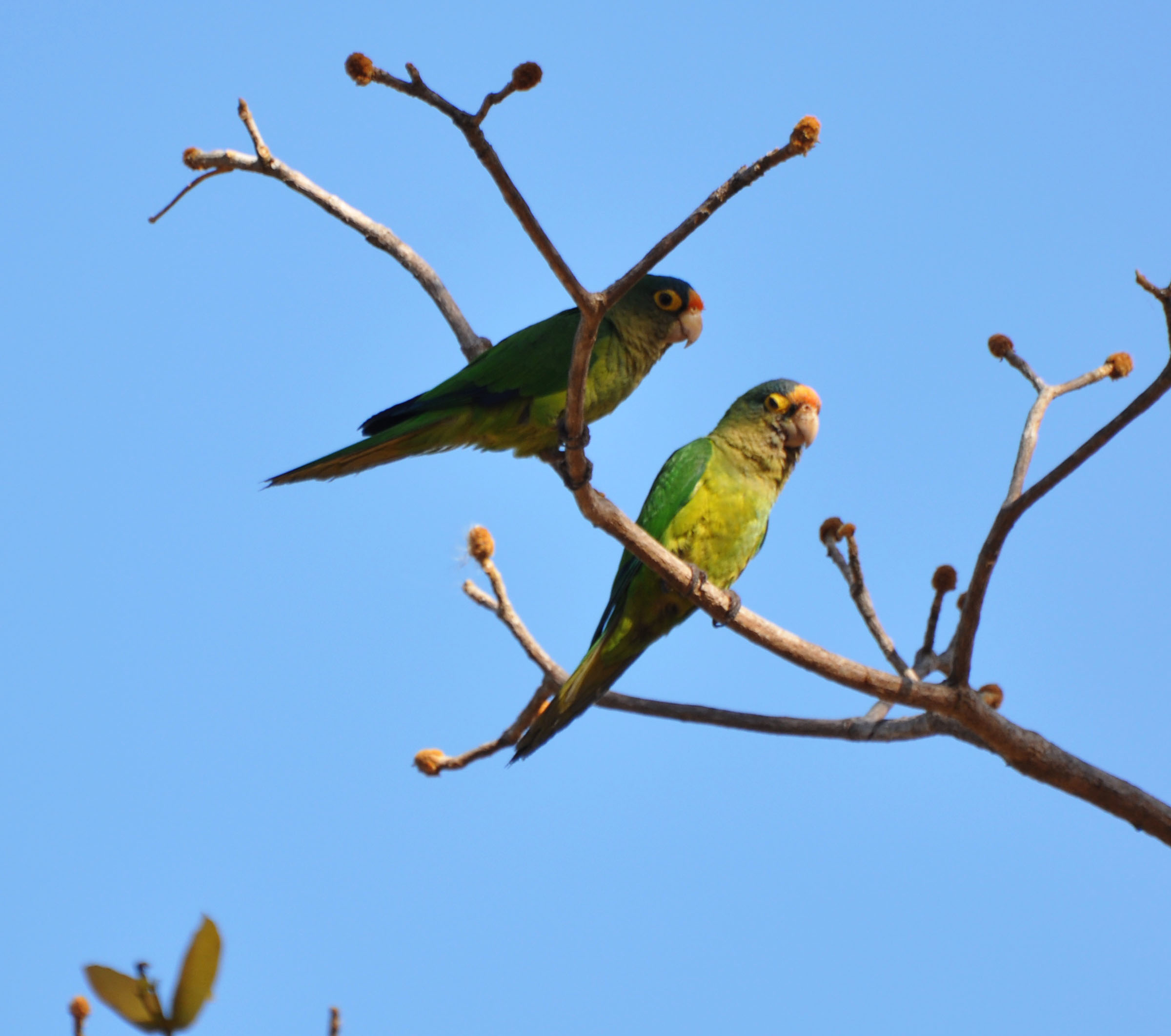
دو پرنده در کاستاریکا
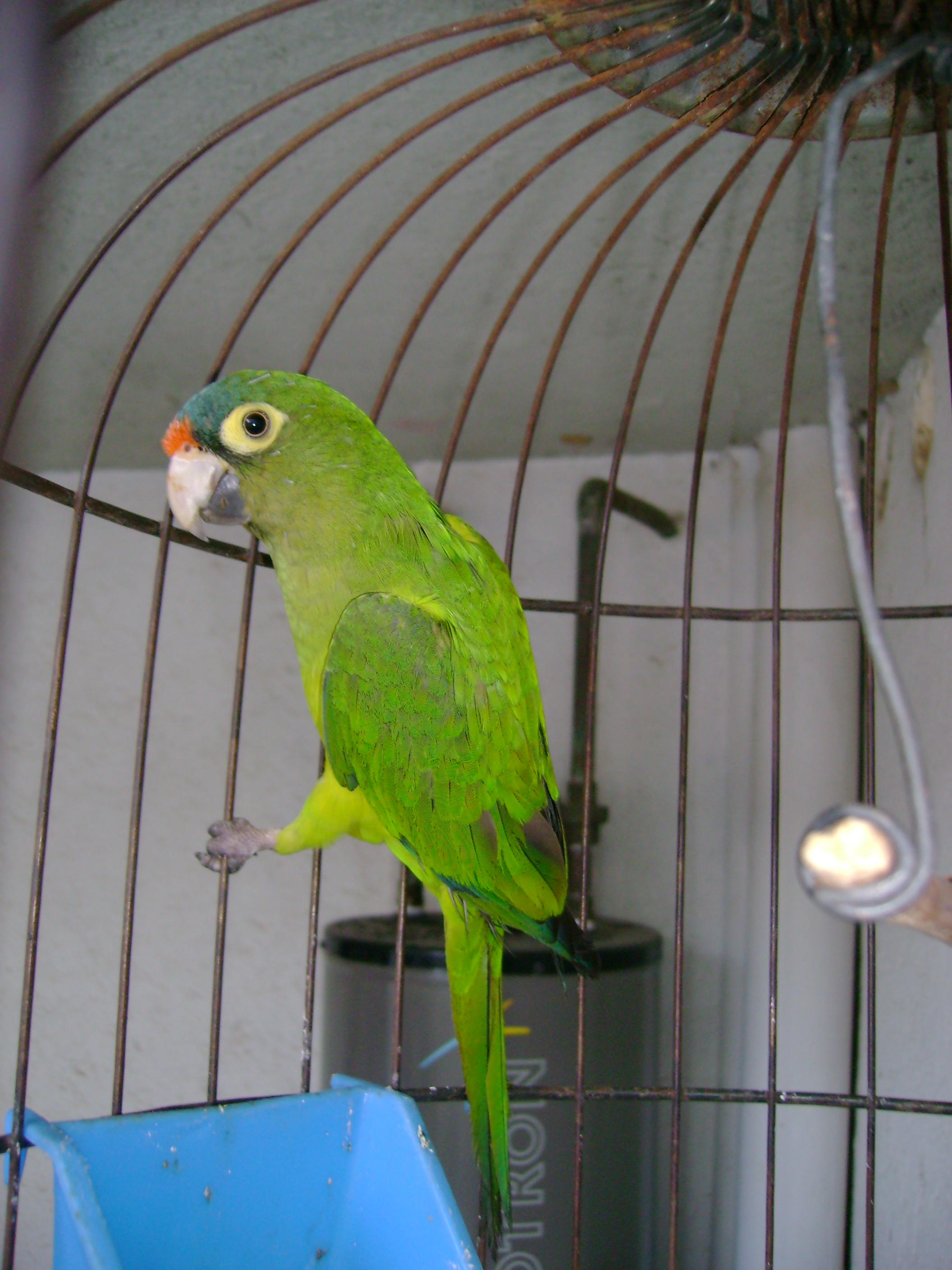
طوطیچه نارنجی‌پیشانی خانگی
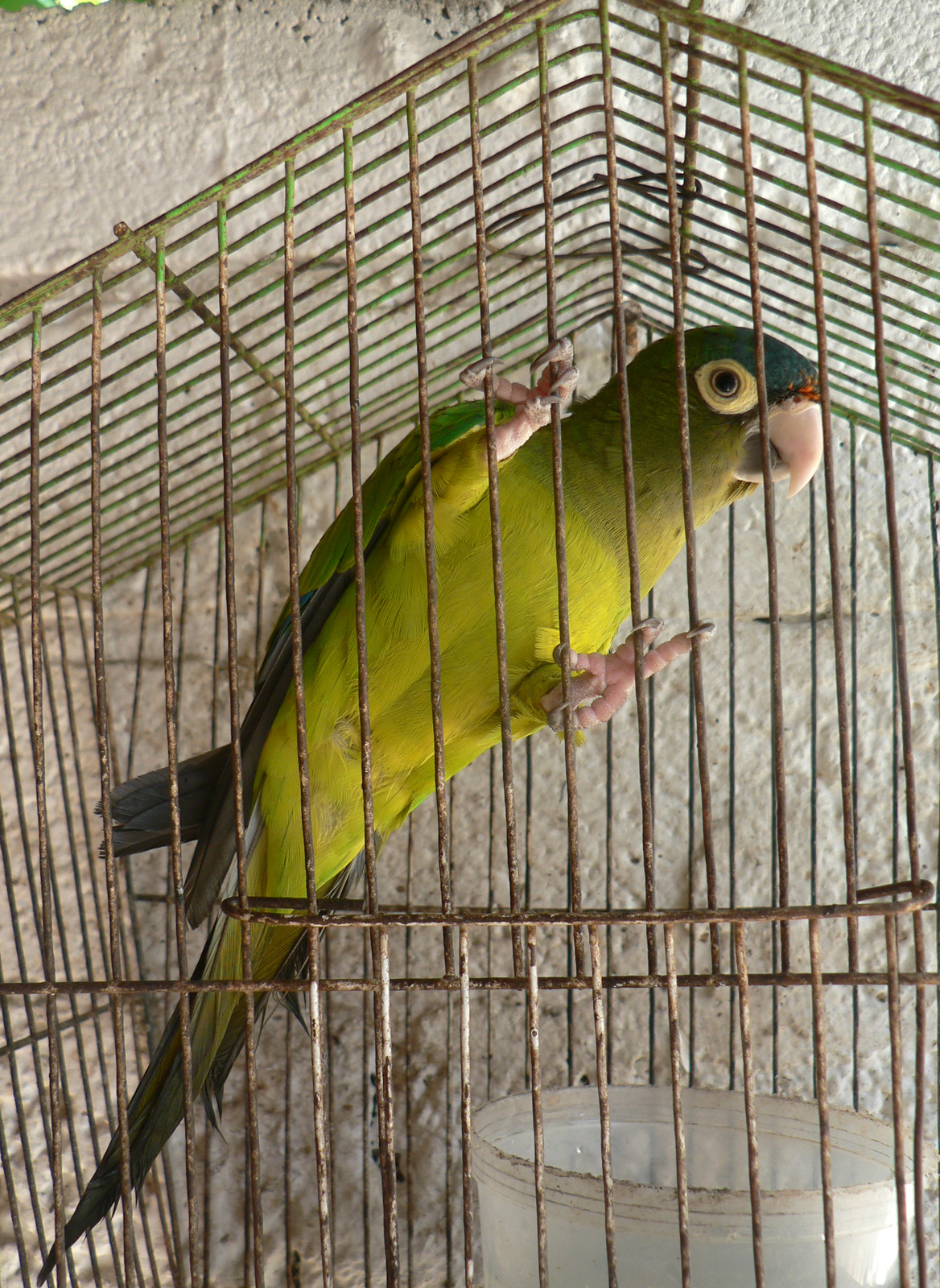
طوطیچه نارنجی‌پیشانی در قفسی در مکزیک
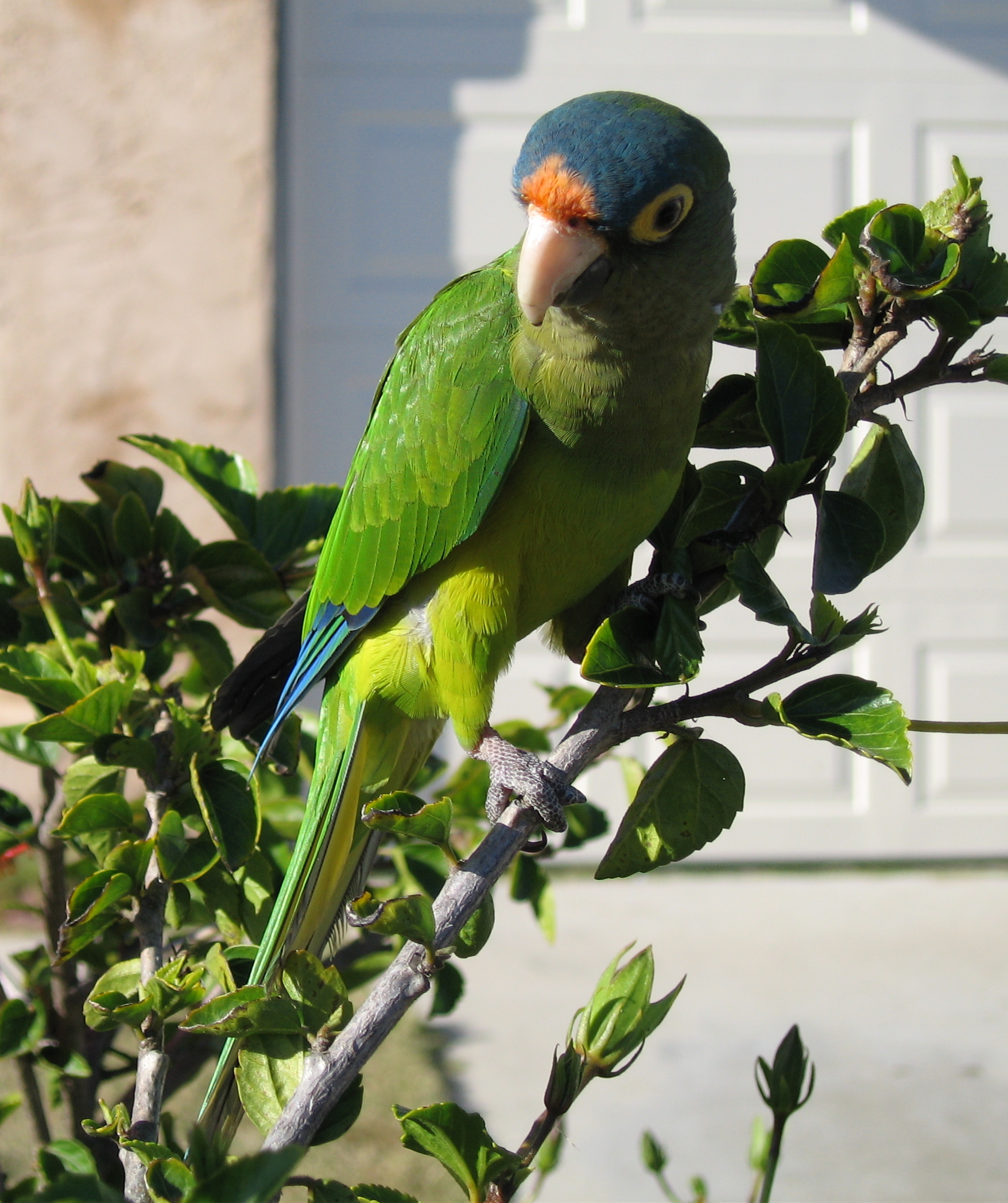
طوطیچه نارنجی‌پیشانی در باغ
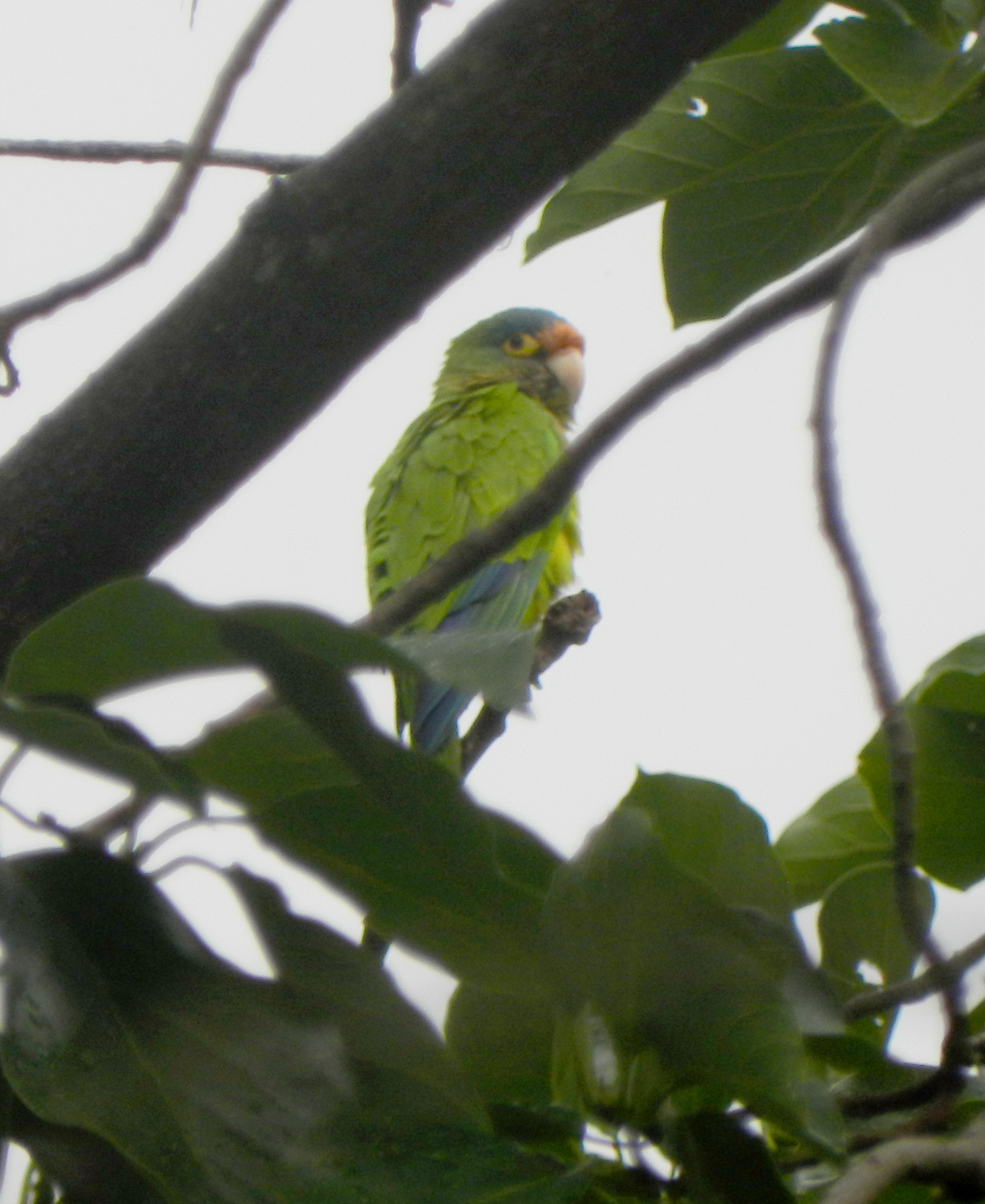
چوکویو در ال کروسرو، نیکاراگوئه
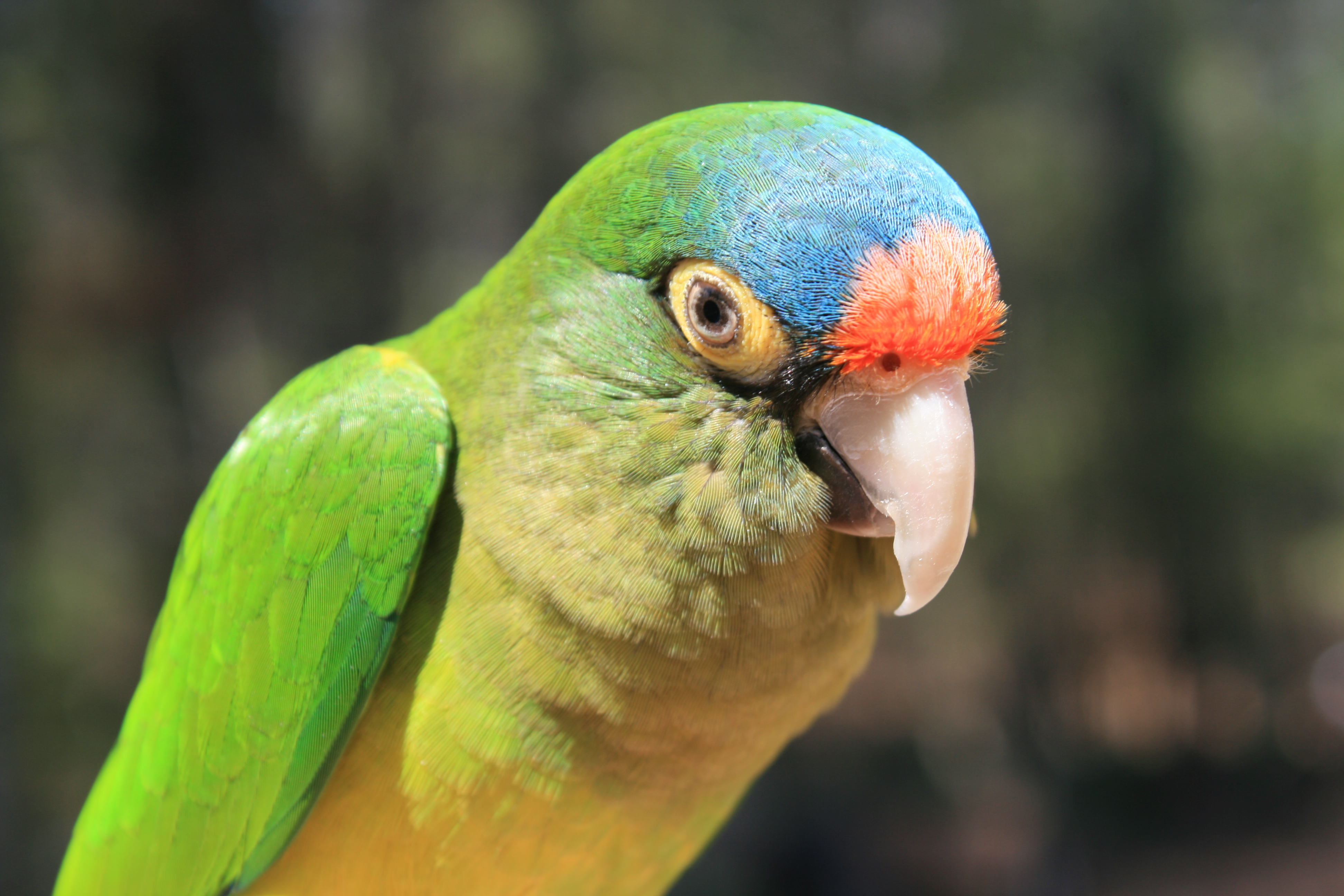
نمای نزدیک از طوطیچهٔ هلالی خانگی